# Administration territoriale de la Turquie
L’administration territoriale de la Turquie comprend plusieurs niveaux :
- les 81 provinces (iller, pluriel de il), qui regroupent les districts et qui forment la principale subdivision du pays ;
- les districts (ilçeler, pluriel de ilçe), groupant soit les villages autour d'une petite ville (belde), soit un ensemble de quartiers dans une ville (şehir) ou dans une métropole  (özel idareleri) de plus de 750 000 habitants ;
- les villages (köy) et les quartiers (mahalleler, pluriel de mahalle), qui constituent l'échelon local.

À cette organisation en trois niveaux s'ajoutent des entités administratives spéciales (özel idareleri) dont les métropoles. La compétence municipale est également répartie de façon variable entre les districts, les villages, les quartiers et les entités spéciales.
Les régions, formées par un ensemble de provinces, ne constituent pas des entités à compétences politique et ne relèvent donc pas de l'administration territoriale.

## Régions
Les régions (bölgeler, pluriel de bölge) ne sont pas un niveau administratif. Elles répondent à des besoins pratiques et non politiques.

### Régions géographiques

Les 81 provinces de la Turquie, comparées aux 7 régions géographiques traditionnelles.

Régions géographiques, délimitées ici selon le découpage des provinces qui leur sont généralement attachées.

La Turquie est divisée en 7 régions géographiques (coğrafi bölge) ; elles sont sommairement constituées de provinces (mais certaines provinces peuvent avoir des petites parties dans des régions voisines) :
- Région égéenne (Ege Bölgesi) ;
- Région de la mer Noire (Karadeniz Bölgesi) ;
- Région de l'Anatolie centrale (İç Anadolu Bölgesi) ;
- Région de l'Anatolie orientale (Doğu Anadolu Bölgesi) ;
- Région de Marmara (Marmara Bölgesi) ;
- Région méditerranéenne (Akdeniz Bölgesi) ;
- Région de l'Anatolie du sud-est (Güneydoğu Anadolu Bölgesi).

### Régions statistiques

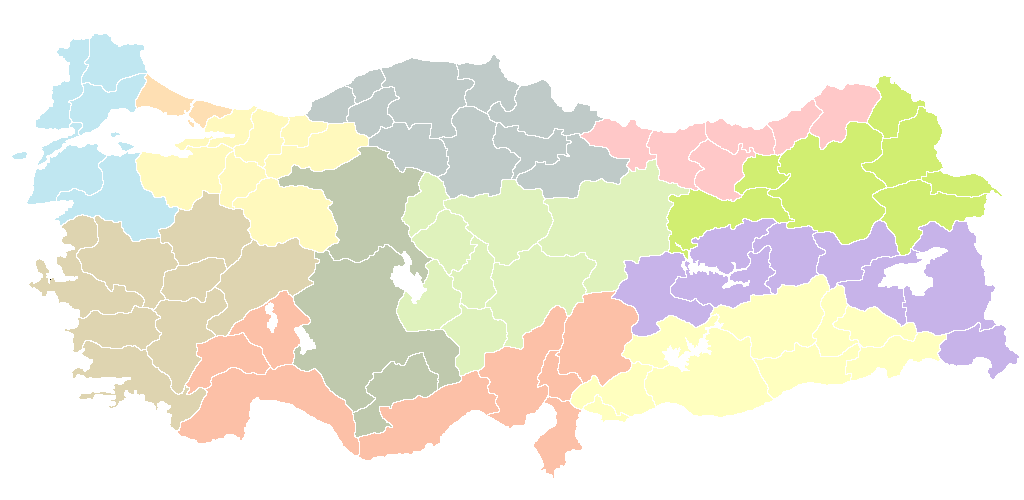
Régions statistiques (NUTS:TR)

La Turquie est divisée en 12 régions statistiques (İstatistik bölge) ou NUTS, formées de provinces entières, mais dans un découpage différent des régions géographiques :
- TR1 (Istanbul) ;
- TR2 (Marmara de l'ouest) ;
- TR3 (Égée) ;
- TR4 (Marmara de l'est) ;
- TR5 (Anatolie de l'ouest) ;
- TR6 (Méditerranée) ;
- TR7 (Anatolie centrale) ;
- TR8 (Mer Noire de l'ouest) ;
- TR9 (Mer Noire de l'est) ;
- TRA (Anatolie du nord-est) ;
- TRB (Anatolie de l'est) ;
- TRC (Anatolie du sud-est).